# Ixora amplexifolia
Ixora amplexifolia là một loài thực vật có hoa trong họ Thiến thảo. Loài này được K.Schum. & Lauterb. mô tả khoa học đầu tiên năm 1900.